# Cream (vino)

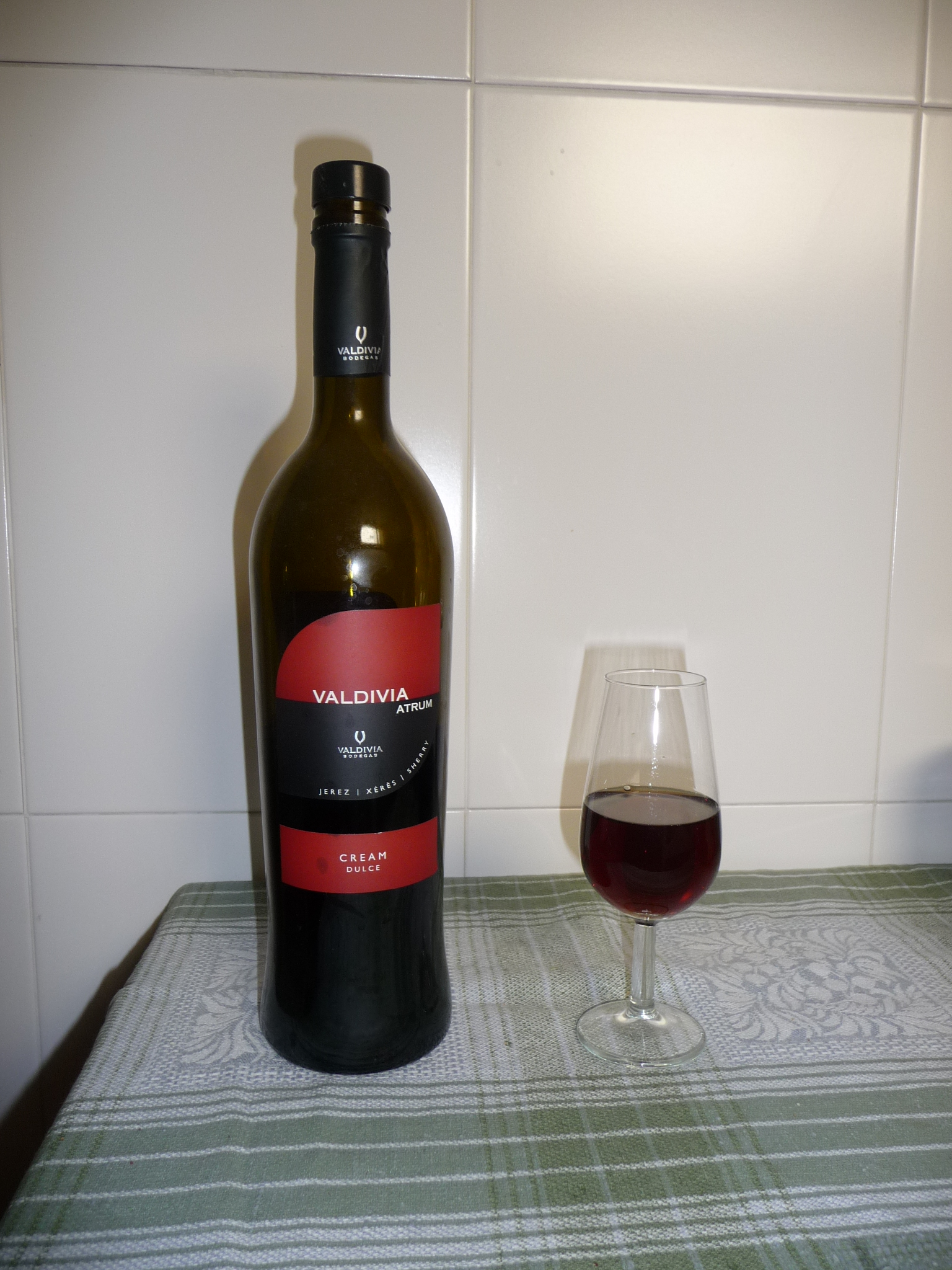
Botella y copa de Cream

El Cream es un vino generoso de licor propio del Marco de Jerez y del Condado de Huelva, obtenido a partir de una mezcla de vino seco y vino dulce.El cream detallará si se elabora con fino, oloroso, amontillado o palo cortado

## Características

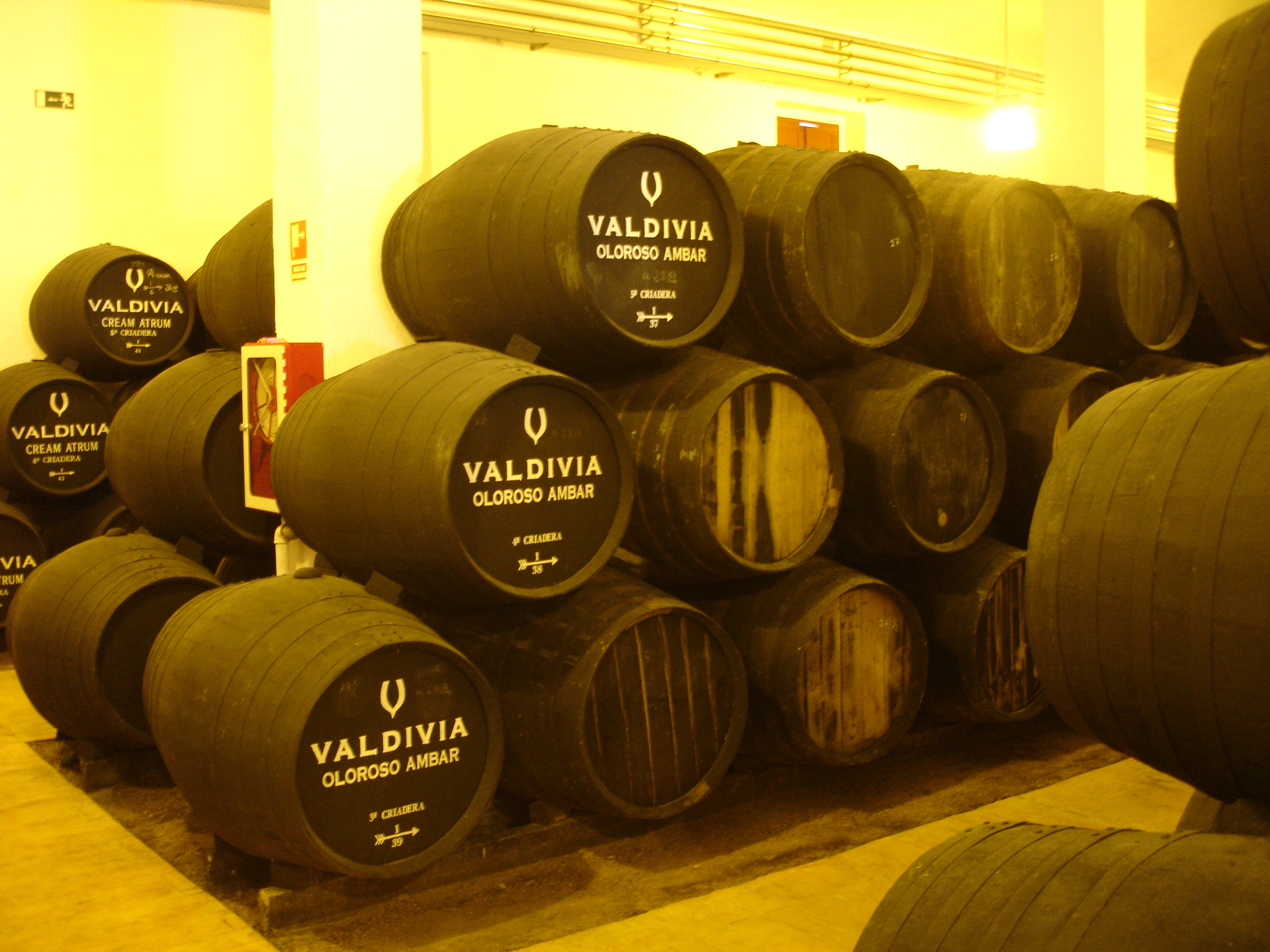
Cachón de cream al fondo.

De color ámbar, olor dulzón que evoca a olores de pasa y a uvas negras muy dulces, el gusto es paladar dulce y cremoso -de ahí de Cream-. Este vino es ligeramente menos dulce que el Pedro Ximénez y algo más alcohólico que éste, por lo que se emplea para acompañar un postre, tartas, cremas o helado.
Se sirve en aperitivos de bodas en algunas ciudades de Andalucía, sobre todo donde están las productoras de este tipo de vino. También es muy apreciado en Inglaterra. Suele servirse a temperatura ambiente, para potenciar todos los aromas de este caldo.[cita requerida]

## Recetas que pueden elaborarse con cream
- Salsa de Caramelo hecho a base de reducción de Cream.
  - Haga un almíbar ligero con limón (para que no cristalice) y espesar para el color
  - agrege un culín de cream y reduzca, sin parar de remover.
  - deje enfriar y ya estará listo.
  - Acompaña muy bien esta receta en Helados y en Macedonias.